# فرد بور
فرد بور هو سياسي كندي، ولد في 26 فبراير 1911 في كندا، وتوفي في 17 يناير 2006 في كينكاردين في كندا. حزبياً، نشط في الحرب الديمقراطي الجديد لأونتاريو. وقد انتخب عضو برلمان مقاطعة أونتاريو.